# طراد فئة سلافا
فئة سلاڤا ، التسمية السوفيتية: المشروع 1164 أتلانت ( الروسية: Атлант، رومنة: Atlant، ت.ح. 'Atlas' )، هي فئة من الطرادات الموجهة للصواريخ المُصممة والمَبنية في الاتحاد السوفيتي للبحرية السوفيتية ، ويتم تشغيلها حاليًا بواسطة البحرية الروسية .
تم بناء جميع السفن وكان من المخطط بناؤها في حوض بناء السفن الذي سمي باسم 61 كومونار في ميكولايف ، جمهورية أوكرانيا السوفيتية الاشتراكية.

## التصميم والتاريخ
بدأ التصميم في أواخر الستينيات، واعتمد على استخدام صاروخ P-500 Bazalt. كان من المفترض أن يكون الطراد بديلاً أقل تكلفة يعمل بالطاقة التقليدية بالمقارنة بطراد المعارك من فئة كيروف الذي يعمل بالطاقة النووية. الآن أصبحت جميعها مسلحة بصواريخ P-1000 Vulkan AShM، التي تم تطويرها في أواخر السبعينيات وحتى أواخر الثمانينيات. كان هناك تأخير طويل في هذا البرنامج، حتى تم حل المشاكل مع البازلت. 
عملت هذه السفن بمثابة سفن رئيسية للعديد من فرق العمل. تم بناء جميع السفن في حوض بناء السفن 61 كومونار في ميكولايف (نيكولاييف) ، جمهورية أوكرانيا السوفيتية الاشتراكية. كانت هذه الفئة بمثابة متابعة لطراد فئة كارا Kara ، والذي صنفته البحرية السوفيتية على أنه سفينة كبيرة مضادة للغواصات ، تم بناؤها في نفس حوض بناء السفن ويبدو أنها مبنية على نسخة ممتدة من هيكل فئة كارا. 
في البداية كان من المخطط بناء عشر سفن، ولكن مع انهيار الاتحاد السوفيتي، تم إكمال بناء ثلاث سفن فقط. تم إطلاق السفينة الرابعة، لكن البناء النهائي لا يزال غير مكتمل، ولم يتم إدخال السفينة للخدمة.

## صور

1) AK-130, 2) P-500 Bazalt, 3) RBU-6000, 4) AK-630, 5) S-300, 6) OSA-MA
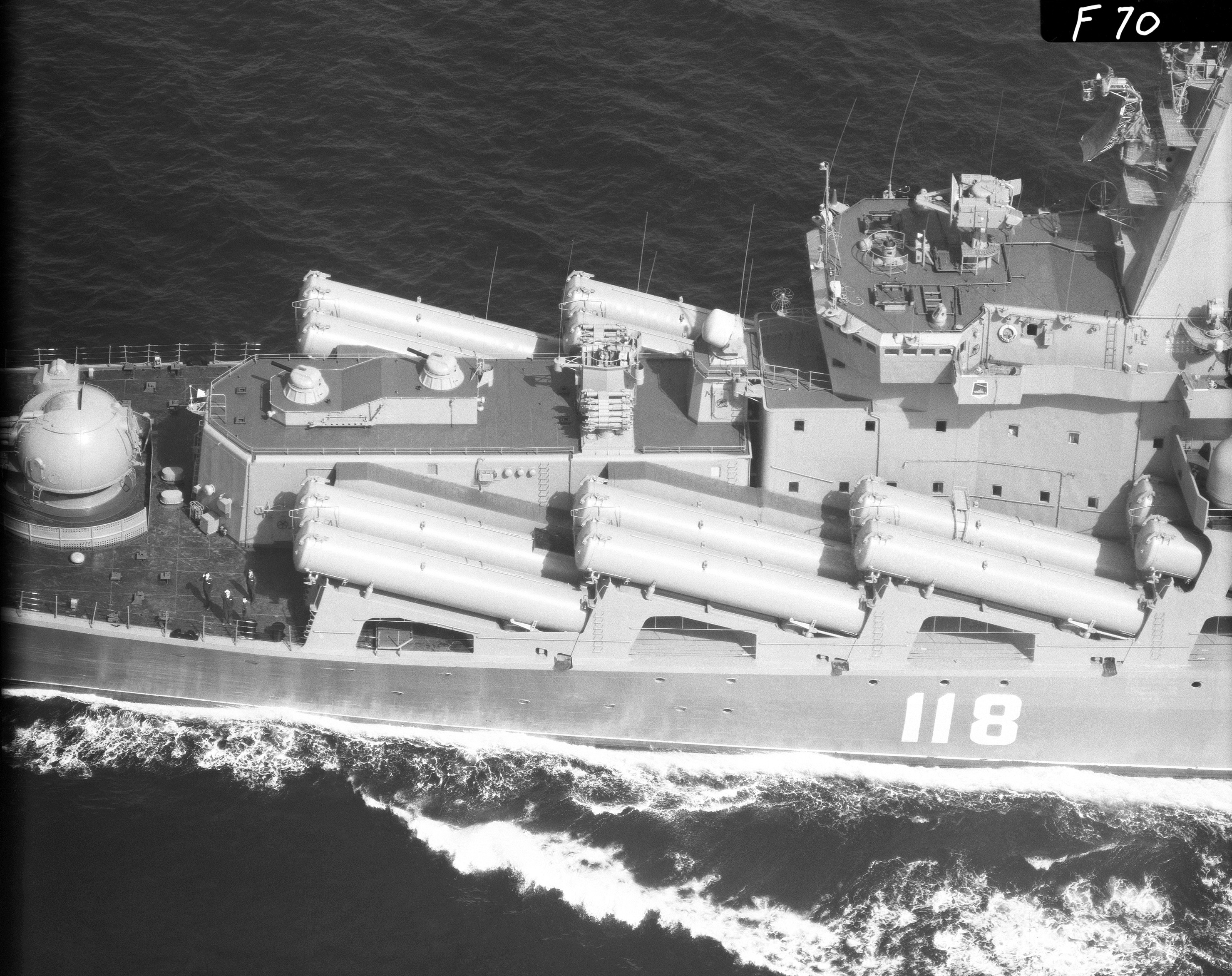
Placement of P-500 Bazalt (SS-N-12 Sandbox) launchers on the Slava class.
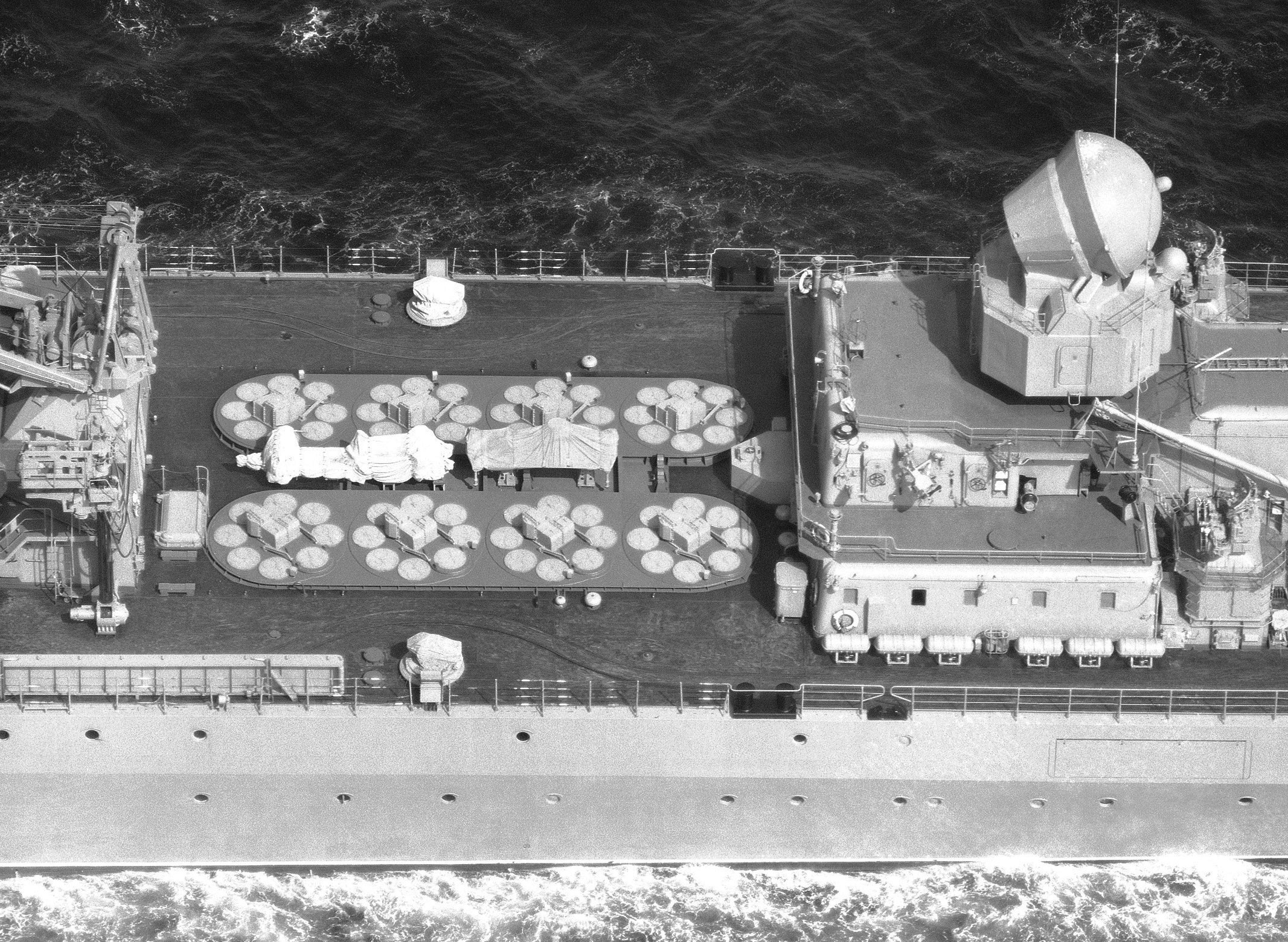
A close up view of SA-N-6 launchers with 3R41 Volna "Top Dome" fire control radar on Marshal Ustinov.
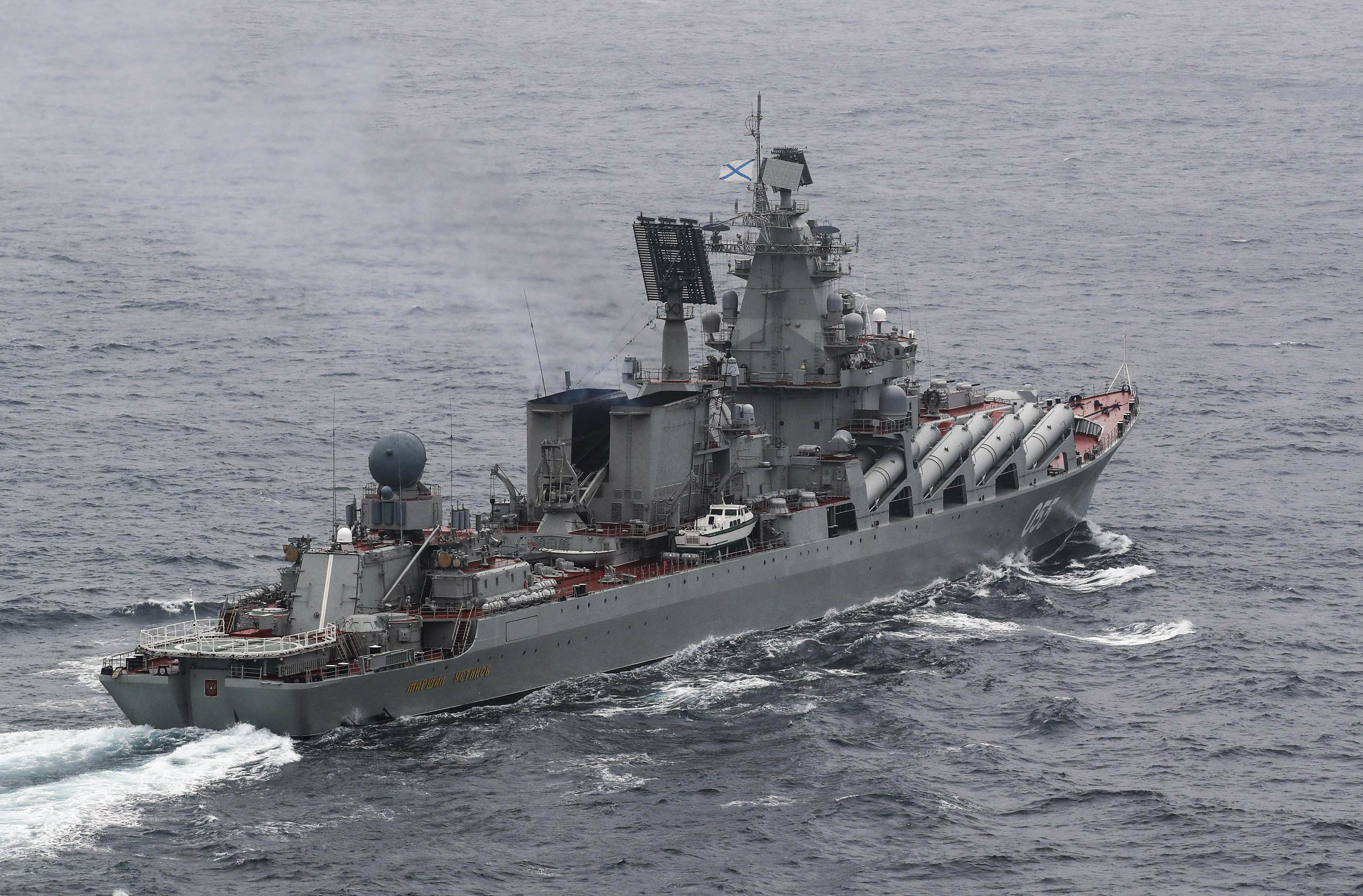
A stern view of Marshal Ustinov in 2018, after modernization
- Video footage of Moskva during Russian military operations in سوريا
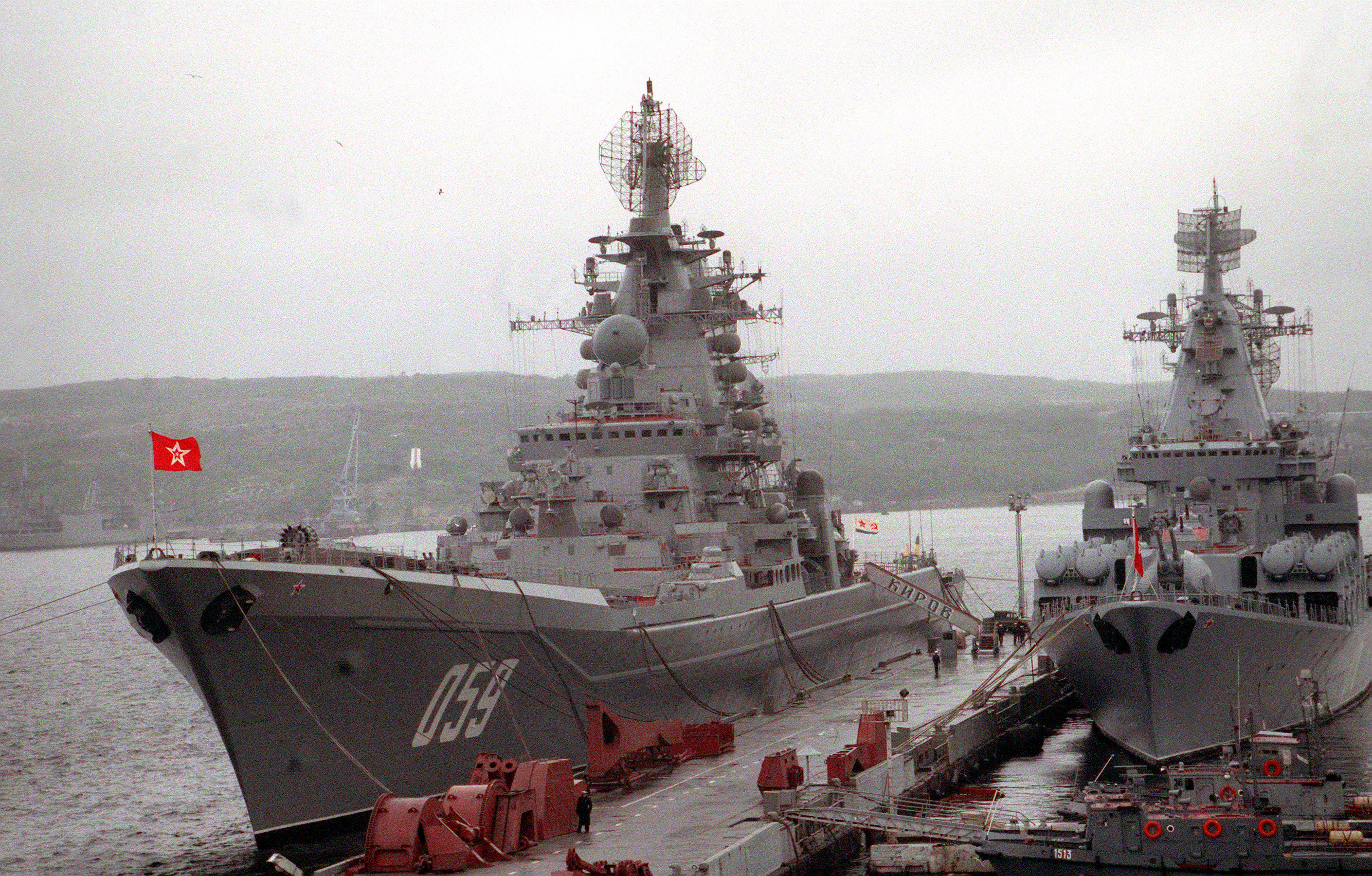
Marshal Ustinov (right) alongside the Kirov-class battlecruiser Kirov